# Templemars
Templemars é uma comuna francesa na região administrativa de Altos da França, no departamento do Norte. Estende-se por uma área de 4.61 km². Em 2010 a comuna tinha 3 435 habitantes (densidade: 745,1 hab./km²).